# Линдовский район
Линдовский район — упразднённая административно-территориальная единица в составе Горьковской области, существовавшая в 1936—1957 годах. Центр — посёлок Линда.
Линдовский район был образован в октябре 1936 года в составе Горьковской области.
В состав района вошли следующие территории:
- из Балахнинского района: Ганинский с/с
- из Борского района: Сормовскопролетарский, Шубинский с/с
- из Городецкого района: Дресвинский с/с
- из Семёновского района: Большедубровский, Дрюковский, Зуевский, Корельский, Спасский, Тюленевский, Чистопольский с/с.

В октябре 1938 года из частей Дрюковского и Шубинского с/с был образован Линдовский с/с.
В сентябре 1948 года Большедубровский с/с был переименован в Плюхинский; при этом из части его территории был образован Полянский с/с. Из частей Дрюковского и Чистопольского с/с образован Коровинский с/с.
В июне 1954 года Ганинский, Дресвинский и Сормовскопролетарский с/с были объединены в Совхозский с/с. Шубинский с/с был присоединён к Линдовскому, а Полянский — к Плюхинскому. Корельский с/с был разделён между Плюхинским и Спасским, Тюленевский — между Зуевским и Линдовским, Коровинский — между Дрюковским и Чистопольским.
В ноябре 1957 года Линдовский район был упразднён. При этом Зуевский и Плюхинский с/с отошли к Семёновскому району, а Дрюковский, Линдовский, Совхозский, Спасский и Чистопольский — к Городецкому.